# ایلو کالابرو
ایلو کالابرو (به ایتالیایی: Aiello Calabro) یک سکونتگاه مسکونی در ایتالیا است که در استان کزنتزا واقع شده‌است.

## خصوصیات
ایلو کالابرو ۳۸ کیلومترمربع مساحت و ۲٬۳۹۲ نفر جمعیت دارد و ۵۰۲ متر بالاتر از سطح دریا واقع شده‌است.